# Закон Стиглера
Закон Стиглера об эпонимии (англ. Stigler's law of eponymy) — это эмпирическое наблюдение, описанное профессором статистики Стивеном Стиглером в его одноимённой статье 1980 года. В простейшей формулировке он гласит: «Ни одно научное открытие не было названо в честь его первооткрывателя» (англ. No scientific discovery is named after its original discoverer). Сам Стиглер считал, что первооткрывателем закона был Роберт Мертон, таким образом, закон Стиглера применим к самому себе.

## Предпосылки
Часто открытия называют в честь человека, который обратил всеобщее внимание на ранее непопулярные идею или принцип, причём зачастую этот человек не является первооткрывателем. Некоторые научные теории приобретали эпонимичное название значительно позже их первого описания. Незаслуженное название приживается, даже несмотря на всеобщее согласие в том, что оно исторически неточно. Часто несколько авторов делают открытие одновременно, и тогда авторитетность отдельного автора может сыграть решающую роль в приписывании лишь ему одному названия изначально общего открытия.

## Аналогии
Отец Стивена Стиглера, экономист Джордж Стиглер, исследовал историю экономических открытий. Он говорил: «То, что ранее не услышанное утверждение, затем, будучи переоткрытым, признаётся наукой, можно считать безусловным доказательством того, что научное сообщество принимает идеи, только когда они согласуются с актуальным состоянием науки» (англ. If an earlier, valid statement of a theory falls on deaf ears, and a later restatement is accepted by the science, this is surely proof that the science accepts ideas only when they fit into the then-current state of the science). Он также приводил некоторые примеры, когда первооткрыватель не получал должного признания.
Роберт Мертон использовал термин эффект Матфея, описывая закономерность, при которой известный учёный имеет приоритет над малоизвестным учёным в вопросе признания за ним авторства. И даже если их результаты были похожи, авторство открытия обычно закрепляется за уже и без того известным учёным. Мертон писал: «Такой перекос в признании авторства в пользу признанного учёного имеет место при совместной работе и в случаях, когда открытия независимо делали учёные с существенно разным авторитетом» (англ. this pattern of recognition, skewed in favor of the established scientist, appears principally (i) in cases of collaboration and (ii) in cases of independent multiple discoveries made by scientists of distinctly different rank).
Закон Бойера был сформулирован Хьюбертом Кеннеди в 1972 году. Он гласит: «Математические формулы и теоремы обычно названы не в честь первооткрывателей», и был назван в честь Карла Бойера, чья книга История математики содержала множество примеров этой закономерности. Так же как и Стиглер, Кеннеди отмечал, что это редкий случай, когда закон является подтверждением самого себя (англ. it is perhaps interesting to note that this is probably a rare instance of a law whose statement confirms its own validity).
Поговорка «Всё важное уже было сказано кем-то, кто этого не находил» (англ. Everything of importance has been said before by somebody who did not discover it) приписывается Альфреду Уайтхеду.

В России закон Стиглера часто называют «принципом Арнольда»;  В. И. Арнольд сформулировал его в своей научно-популярной заметке 1998 года и подробно описал ситуацию, при которой был сформулирован этот принцип: 
Английский физик Майкл Берри назвал этот эпонимический принцип «принципом Арнольда», дополнив его ещё вторым. Принцип Берри: Принцип Арнольда применим к самому себе (то есть был известен и раньше). Сообщил же я ему эпонимический принцип в ответ на препринт о «фазе Берри», примеры которой, ничуть не уступающие общей теории, за десятки лет до Берри были опубликованы С. М. Рытовым (под названием «инерции направления поляризации») и А. Ю. Ишлинским (под названием «ухода гироскопа подводной лодки вследствие несовпадения пути возвращения на базу с путём ухода от неё»)